# لا گراو
لا گراو (به فرانسوی: La Grave) یک کامین در فرانسه است که در Canton of La Grave واقع شده‌است.

## خصوصیات
لا گراو ۱۲۶٫۹۱ کیلومترمربع مساحت و ۴۹۷ نفر جمعیت دارد و ۱٬۵۲۰ متر بالاتر از سطح دریا واقع شده‌است.